# Hardbass
Hardbass nebo hard bass (rusky хардбасс) je subžánrem elektronické hudby, která pochází z Ruska, Ukrajiny, Slovenska v pozdních devadesátých letech a čerpá inspiraci z britského hard house, skákacího techna, Scouse House a hardstyle. Hardbass se vyznačuje rychlým tempem (obvykle 150–175 BPM), výraznými basovými liniemi (běžně známými jako „tvrdý odraz“), zkreslenými zvuky a nedávno občasným rapováním. Hardbass se stal ústředním stereotypem subkultury gopnik. V několika evropských zemích se objevily takzvané „hardbassové scény“  což jsou události související s žánrem, které zahrnují maskování lidí, kteří tančí na veřejnosti, někdy s maskováním. Od roku 2015 se hardbass objevuje také jako internetový meme, zobrazující slovanské a ruské subkultury s premiérou videa „Cheeki Breeki Hardbass Anthem“. 

## Významní umělci
| Jméno interpreta                             | Země           |
| -------------------------------------------- | -------------- |
| apartje. (mrtvý)                             | Německo        |
| Hard Bass School                             | Rusko          |
| DJ Blyatman                                  | Slovensko      |
| XS Project                                   | Rusko          |
| Alan Aztec                                   | Anglie         |
| Uamee                                        | Lotyšsko       |
| Gopnik McBlyat                               | Polsko         |
| N3XX                                         | Česko          |
| IVAN                                         | Česko          |
| Бетоnщики                                    | Rusko          |
| длб (dlb)                                    | Rusko          |
| Russian Village Boys                         | Rusko          |
| SrpskiBass                                   | Srbsko         |
| DJ Rentgen                                   | Rusko          |
| DJ Snat                                      | Rusko          |
| DJ Bar @ bass                                | Rusko          |
| Dertexx                                      | Rusko          |
| Sonic Mine                                   | Rusko          |
| DJ Yurbanoid                                 | Rusko          |
| Жестянщики (Zhestyanshiki / ZHTK / Hardboss) | Rusko          |
| Gotxo a Gatxi                                | Francie        |
| Gari Seleckt                                 | Španělsko      |
| DJ DBC                                       | Španělsko      |
| Paul HB                                      | Španělsko      |
| Glort                                        | Itálie         |
| DJ TOTZI                                     | Bulharsko      |
| STARSLAV                                     | Švédsko        |
| Chernoblin                                   | Finsko         |
| Wod-c                                        | Velká Británie |
| Собояжи                                      | Rusko          |
| Projekt XD (katolický hardbass)              | Polsko         |

## Významné písně a alba
| Umělec                                                  | Skladba                                                                                           |
| ------------------------------------------------------- | ------------------------------------------------------------------------------------------------- |
| Alan Aztec                                              | „Papa Hardbassov"                                                                                 |
| DIMITRIII                                               | "Пошол НаХуй"                                                                                     |
| DIMITRIII                                               | "Hardbass>Other music genres"                                                                     |
| Alan Aztec                                              | „Mother Russia"                                                                                   |
| Alan Aztec                                              | "AK-50"                                                                                           |
| apartje.                                                | „Cheeki Breeki Hardbass Anthem"                                                                   |
| DJ TOTZI                                                | „European Pumper (Feat Mesney6)                                                                   |
| Бетоnщики                                               | „Бетон как Бетон"                                                                                 |
| Бетоnщики                                               | „Долбили или нет!"                                                                                |
| Bombass Records                                         | „Będzie jazda"                                                                                    |
| Davay                                                   | „Tri Poloski"                                                                                     |
| Davay                                                   | „Critikal"                                                                                        |
| DJ Blyatman                                             | „Gopnik"                                                                                          |
| DJ Blyatman                                             | „Chernobyl"                                                                                       |
| DJ Blyatman                                             | „Tsar Bomb"                                                                                       |
| DJ Blyatman (featuring Life of Boris)                   | „Slav King"                                                                                       |
| DJ Blyatman (featuring Russian Village Boys)            | „Cyka Blyat"                                                                                      |
| DJ Blyatman (featuring Russian Village Boys)            | „Instababe"                                                                                       |
| DJ DBC                                                  | „Repeat"                                                                                          |
| DJ Mike                                                 | „Black Jack"                                                                                      |
| DJ Mike                                                 | „Speedway"                                                                                        |
| DJ Snat                                                 | „Choose Your Power"                                                                               |
| Euskal Bass                                             | „Hard Bass Crew Anthem (Original Mix)"                                                            |
| Gopnik McBlyat                                          | „Snakes in Tracksuits"                                                                            |
| Gopnik McBlyat                                          | „Murka"                                                                                           |
| Gopnik McBlyat                                          | „Szpion (Shpion) Detector"                                                                        |
| Gopnik McBlyat                                          | „Cheeki Breeki Revolt"                                                                            |
| Gopnik McBlyat (featuring uamee)                        | „Monolith"                                                                                        |
| Hard Bass Club                                          | „Ushanka"                                                                                         |
| Hard Bass School                                        | „Narkotik Kal"                                                                                    |
| Hard Bass School                                        | „Sex, Kvass, Hardbass"                                                                            |
| Hard Bass School                                        | „Opa Blia"                                                                                        |
| Hard Bass School                                        | „Nash Gimn (Hard Bass Adidas)"                                                                    |
| Hard Bass School                                        | „Narkoman"                                                                                        |
| Hard Bass School                                        | „The Album"                                                                                       |
| Hard Bass School                                        | „Slav"                                                                                            |
| Kolbaser Project                                        | „Energy"                                                                                          |
| N-ICE Project                                           | „Freakin"                                                                                         |
| Obsidian Project                                        | „Pulser"                                                                                          |
| .ılııllı.Р Э Д Л А Й Н.ıllıılı.                         | „Anomaly – Twitch Highlights 6 (.ılııllı.Р Э Д Л А Й Н.ıllıılı. Remix)"                           |
| .ılııllı.Р Э Д Л А Й Н.ıllıılı.                         | „The Juiciest Tuffin vs Savant – Mother Russia Hardbass (.ılııllı.Р Э Д Л А Й Н.ıllıılı. Mashup)" |
| .ılııllı.Р Э Д Л А Й Н.ıllıılı.                         | „DОИКАИ's miasteczko"(There is a higher quality version but it's a Premium track)                 |
| Sonic Mine                                              | „Hardbass Attack"                                                                                 |
| Sonic Mine                                              | „Scream for DJ"                                                                                   |
| Sonic Mine                                              | „Пика – патимэйкер (Sonic Mine ПАМП Remix)"                                                       |
| Sonic Mine                                              | „Puta Bass"                                                                                       |
| Sonic Mine                                              | „Hot Times"                                                                                       |
| STARSLAV                                                | „OPA"                                                                                             |
| Glort                                                   | „Night At The Reactor"                                                                            |
| uamee (featuring HBKN)                                  | „Gopnitsa"                                                                                        |
| uamee                                                   | „High Quality Nahui"                                                                              |
| uamee                                                   | „IL-76"                                                                                           |
| uamee                                                   | „Protivogaz"                                                                                      |
| uamee                                                   | „Kopeika"                                                                                         |
| uamee                                                   | „THE SAUSAGE"                                                                                     |
| uamee (featuring Life of Boris and Professional Gopnik) | „LADA"                                                                                            |
| Wod-c                                                   | „Bass Of A Zombie II"                                                                             |
| XD Project                                              | „Hardbass Wadowice" album                                                                         |
| XS Project                                              | „Bochka, Bass, Kolbaser"                                                                          |
| XS Project                                              | „Колотушки"                                                                                       |
| XS Project                                              | „Ya taschus ot kolotushek"                                                                        |
| XS Project                                              | „Vodovorot"                                                                                       |
| XS Project                                              | „NarkoBarony"                                                                                     |
| XS Project (featuring Life of Boris)                    | „Red Roubles"                                                                                     |
| XS Project                                              | „Meanwhile in Russia (Take me to Russia)”                                                         |
| ZHTK                                                    | „Arabian Dance"                                                                                   |
| Жестянщики                                              | „Давай сука давай"                                                                                |
| DJ Lil' Kurt                                            | „F*ck you"                                                                                        |
| Собояжи                                                 | Мни жестянку                                                                                      |
| Собояжи                                                 | Трубы, речка и лаве                                                                               |
| Собояжи                                                 | На собаке и на кошке                                                                              |
| Собояжи                                                 | Банка яжки                                                                                        |
| Собояжи                                                 | Семь процентов                                                                                    |
| Собояжи                                                 | Дом кирпичный                                                                                     |
| Собояжи                                                 | Я тебя забрал                                                                                     |
| Собояжи                                                 | Бит и басс                                                                                        |

## Kolektivní označení
- Hard Bass Crew – Toto označení vytvořil v březnu 2011 dr. Poky, aby spojil své hardbassové přátele z celé Evropy. Za několik měsíců byl Hard Bass Crew v mnoha zemích zastoupen místním tanečním týmem a hardbassovými producenty z každé země z celého světa.
- Jutonish – Toto označení vytvořil v roce 2002 Juran & Harley (Juran & Harley Productions). Styl vydání je pumping house, hardbass, hard house a speed garáž.
- FTH8TER5 Records – Polské označení, založené Clubbassem, aby vydal hudbu členů Pumpinglandu.
- Progresivní Фактор – Pravděpodobně nejúspěšnější označení pro pumping house/hardbass hudbu, vytvořený společností XS Project (Levon and Andrey) v Petrohradě.
- Corecube Records – Označení pro scouse house/bouncy hard house/hardbass, založený Denisem Evchenkem (Dj Satana) v roce 2009 v Gatchině v Rusku.
- Záznamy v režimu O – Označení pro bumping/hardbass/poky, umístěný v Bilbau ve Španělsku a vlastněný Gari Selecktem.
- Bumping For Life Records – Označení pro španělským bumping/hardbass/poky.
- Dark'Hade Records – Hardbassové a metal shadové označení, založené Silicium Criminy ve Francii.
- UNDERTUNE Records – Ruské označení, založené v roce 2017 v Petrohradu Stomp Footem (Топ нога). Hlavním záměrem hudebního označení jsou různé underground styly elektronické hudby relevantní pro určité časové období.